# Inge Hellgren
Inge Gustaf Hellgren, född den 16 september 1893 i Sundsvall,  död den 17 juli 1976 i Vallentuna, var en svensk militär.
Hellgren avlade studentexamen 1911. Han blev underlöjtnant vid fortifikationen 1913 och löjtnant där 1916. Hellgren befordrades till kapten 1924 och övergick till generalstaben 1925. Han var lärare vid Artilleri- och ingenjörhögskolan 1930–1934. Hellgren befordrades till major vid fortifikationen 1935 och till överstelöjtnant i ingenjörtrupperna 1937. Hellgren var chef för Bodens ingenjörkår 1937–1941 och för Göta ingenjörkår 1941–1946. Han befordrades till överste 1940 och var inspektör för ingenjörtrupperna 1946–1953. Hellgren utgav skriften Svensk ingenjörtrupp (1955). Han invaldes som ledamot av Krigsvetenskapsakademien 1935. Hellgren blev riddare av Svärdsorden 1925, kommendör av andra klassen av samma orden 1937, riddare av Vasaorden 1938 och kommendör av första klassen av Svärdsorden 1944. Han är begravd på Norra begravningsplatsen utanför Stockholm.